# Flavio Feliciano
Flavio Feliciano (in latino: Flavius Felicianus; fl. 335-337) è stato un politico romano di età imperiale.
Feliciano era un cristiano.
Secondo la testimonianza di Giovanni Malalas, Feliciano fu il primo comes Orientis, nel 335; in quell'anno, infatti, venne creata questa carica, posta alle dipendenze del Prefetto del pretorio d'Oriente, con il compito di gestire gli approvvigionamenti per l'esercito romano del fronte orientale.
Nel 337 fu console prior con Fabio Tiziano.